# Condat (tổng)
Tổng Condat là một tổng của Pháp, thuộc tỉnh Cantal trong vùng Auvergne-Rhône-Alpes.

## Các đơn vị trực thuộc
Tổng này gồm 9 xã:
- Chanterelle
- Condat
- Lugarde
- Marcenat
- Marchastel
- Montboudif
- Montgreleix
- Saint-Amandin
- Saint-Bonnet-de-Condat

## Lịch sử
| Ngày bầu cử                      | Tên                 | Đảng | Chức vụ |
| -------------------------------- | ------------------- | ---- | ------- |
| Dữ liệu trước năm 2004 không rõ. |                     |      |         |
| 21 mars 2004                     | Jean-Claude Wälchli | UMP  |         |